# Celleporaria ampliata
Celleporaria ampliata är en mossdjursart som först beskrevs av Hutton 1873.  Celleporaria ampliata ingår i släktet Celleporaria och familjen Lepraliellidae. Inga underarter finns listade i Catalogue of Life.